# Occhieppo Inferiore
Occhieppo Inferiore (Ij Cep ëd Sota in piemontese) è un comune italiano di 3 759 abitanti della provincia di Biella in Piemonte. Confina con il capoluogo con il quale, insieme ad altri comuni limitrofi, forma ormai un'unica conurbazione.

## Geografia fisica
Occhieppo Inferiore si trova ai piedi delle Alpi Biellesi a una quota compresa tra i 440 m s.l.m. (a nord-est, al confine con Occhieppo Superiore) e i circa 340 m s.l.m. (a sud-est, al confine con Mongrando).

Il capoluogo sorge tra il torrente Elvo, che lo lambisce a ovest, ed il suo affluente Oremo, che invece scorre a est del paese.
Occhieppo Inferiore fa parte della comunità montana Valle dell'Elvo.

## Storia

### Simboli
Lo stemma di Occhieppo Inferiore è un'arma parlante e si blasona:
È stato concesso, assieme al gonfalone municipale, con il decreto del presidente della Repubblica del 23 novembre 1968.

## Società

### Evoluzione demografica
Abitanti censiti

## Amministrazione

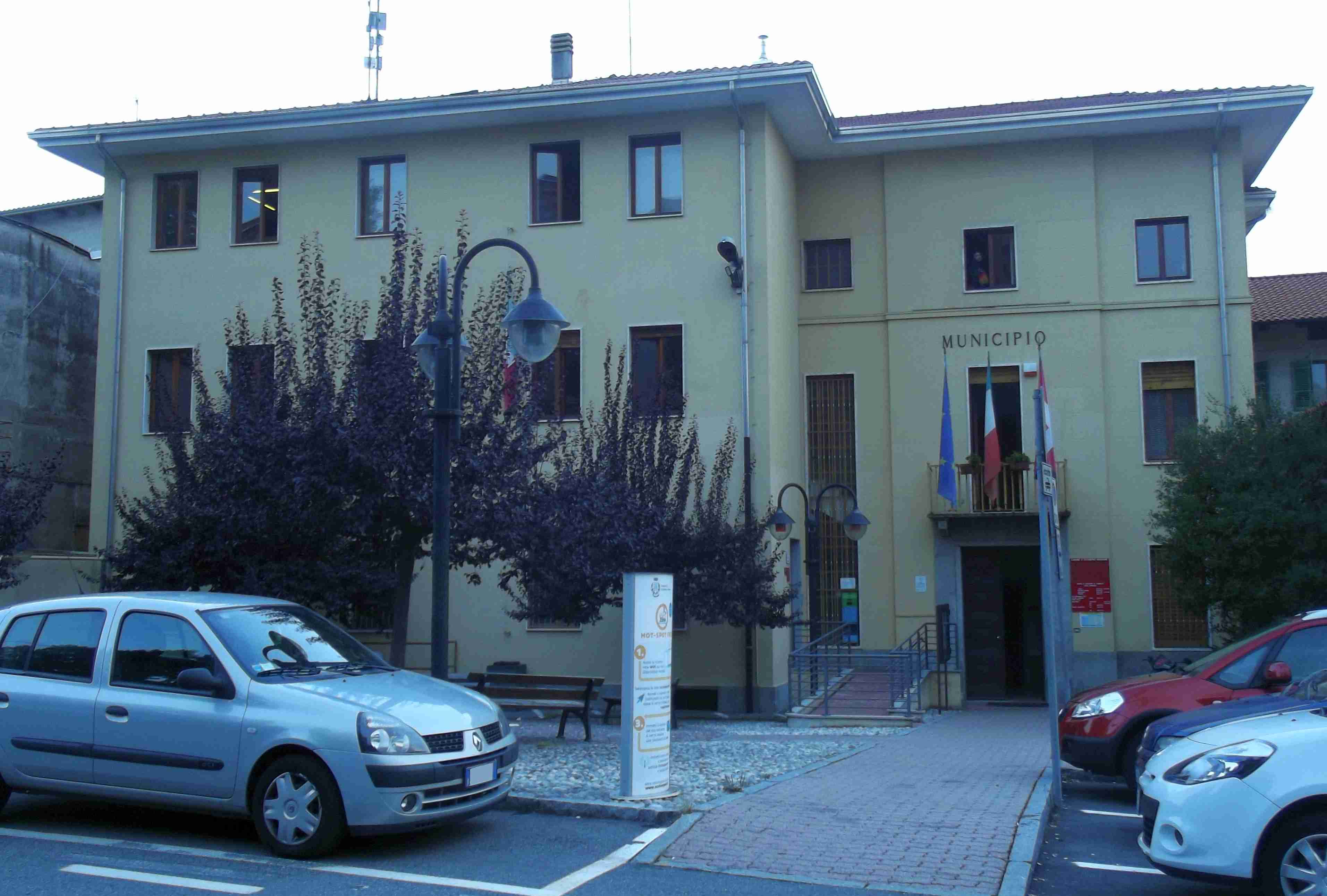
Il municipio

| Periodo | Periodo | Primo cittadino   | Partito                            | Carica  | Note       |
| ------- | ------- | ----------------- | ---------------------------------- | ------- | ---------- |
| 2004    | 2009    | Osvaldo Ansermino | lista civica                       | Sindaco |            |
| 2009    | 2014    | Osvaldo Ansermino | lista civica                       | Sindaco | II mandato |
| 2024    |         | Monica Mosca      | lista civica Impegno per Occhieppo | Sindaco |            |

## Infrastrutture e trasporti
Occhieppo Inferiore disponeva di una propria stazione ferroviaria, posta lungo la ferrovia Biella-Mongrando, attiva fra il 1891 e il 1951 e trasformata in tranvia nel 1922.